# Rue Fullum
La rue Fullum est une voie de la partie est de l'île de Montréal.

## Situation et accès
La première section de cette rue, d'orientation nord-sud et de 3 km environ, débute au sud à la rue Notre-Dame, et monte vers le nord pour se terminer à l'avenue Laurier. Au nord de la voie de chemin de fer, commence, à la rue Masson, la seconde section, de 500 m environ, qui aboutit à la rue des Carrières.

## Origine du nom
Elle porte le nom du propriétaire des terrains, George Fullum, qui fit ouvrir cette voie.

## Historique
Désignée ainsi en 1847, lors de son ouverture.

## Bâtiments remarquables et lieux de mémoire
Au 1000, rue Fullum, se trouve le siège social de Télé-Québec.
Au 1945, rue Fullum, dans une ancienne caserne de pompiers, est aménagé le théâtre Espace Libre.

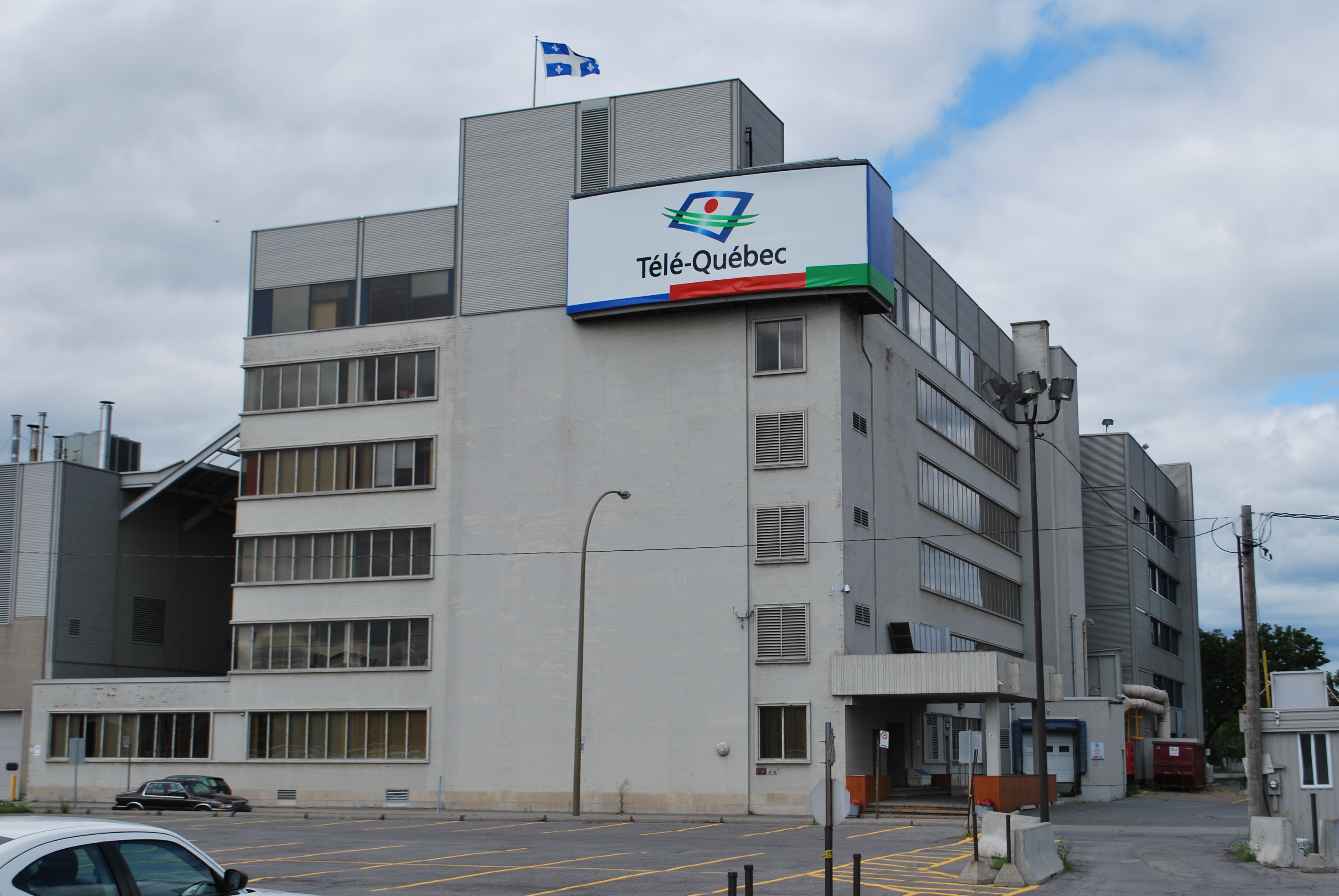
Édifice de Télé-Québec
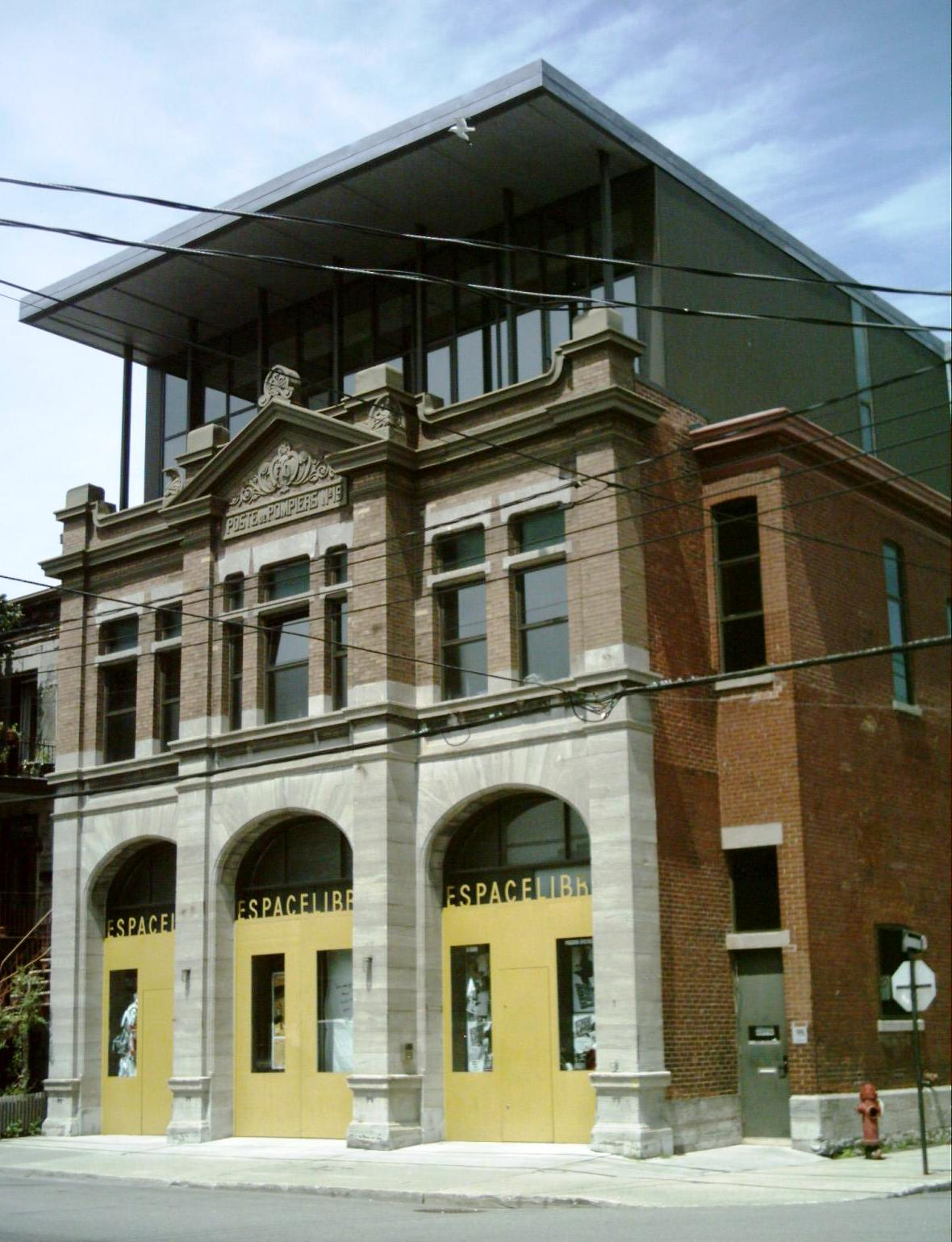
Espace Libre